# Diecezja Camaçari
Diecezja Camaçari (łac. Dioecesis Camassariensis) – diecezja Kościoła rzymskokatolickiego w Brazylii. Należy do metropolii São Salvador da Bahia, wchodzi w skład regionu kościelnego Nordeste III. Została erygowana przez papieża Benedykta XVI bullą Ad spirituale bonum w dniu 15 grudnia 2010.

## Główne świątynie
- Katedra: Katedra św. Tomasza Kantuaryjskiego w Camaçari

## Biskupi diecezjalni
- João Carlos Petrini (2010–2021)
- Dirceu de Oliveira Medeiros (od 2021)